# أليريك فريمان
أليريك جوان فريمان ولد يوم 30 أكتوبر سنة 1994 في نورفلوغ هو لاعب كرة سلة أمريكي محترف لفريق بودونوست بودغوريتشا من دوري أبا . لعب كرة سلة جامعية لصالح بايلور وولاية كارولينا الشمالية .

## النشأة والمدرسة الثانوية
حضر مدرسة النهضة للفنون والتكنولوجيا في أوليمبيك . عندما كان صغيرًا، بلغ متوسط فريمان 17.6 نقطة و5.8 كرات مرتدة في المباراة الواحدة. انتقل إلى فيندلاي الإعدادية في هندرسون، نيفادا قبل سنته الأخيرة. نظرًا لكونه أحد أفضل المرشحين من قبل معظم خدمات التوظيف، فقد التزم فريمان في البداية بلعب كرة السلة الجامعية في جامعة كاليفورنيا قبل أن يتم إلغاء التزامه في النهاية بعد أن طرد الفريق المدرب الرئيسي بن هاولاند . قرر في النهاية اللعب لبايلور .

## وصلات خارجية
لم يتم العثور على روابط لمواقع التواصل الاجتماعي.